# ياسويوكي كاسي
ياسويوكي كاسي (加瀬康之 كاسي ياسويوكي) هو مؤدي أصوات ياباني ولد في 14 مارس 1971 في أوتا, طوكيو.

## أدواره في الأنمي

### مسلسلات أنمي تلفزيونية
- ناروتو - كانكورو
- ناروتو شيبودن - كانكورو
- روك لي وأصدقائه النينجا - كانكورو
- بليتش - آشيدو
- سول إيتر - إيبون
- البدلة المتنقلة جاندام 00 - إميليو ليبيسي
- كود غياس: لولوش المتمرد - كيويل سوريسي، يوشيتاكا مينامي
- كود غياس: لولوش المتمرد R2 - كلوديو إس. دارلتون، يوشيتاكا مينامي
- خيميائي الفولاذ: فل ميتال ألكيميست - هنري دوغلاس
- المتحولون سايبرترون - ريد أليرت
- يوزاكورا كوارتيت - شيدو كانغيتسو
- دي جرايمان - ليني
- داركر ذان بلاك: المقاول الأسود - روي
- ساندز أوف ديستراكشن - جيد آلفيون
- فايري تايل - سيمون، دان سترايت
- أبطال الكرة - مروان
- إينيشيال دي Fifth Stage - إيجي كوبو
- معرض الفن المزيف - المزور كيدو
- دورارارا!! ×2 المقدمة - ميكيا أواكوسو
- دورارارا!! ×2 المنتصف - ميكيا أواكوسو
- كل شيء يصبح أف - سوهي سايكاوا
- مغامرة جوجو الغريبة: الماس لا ينكسر - ميكيتاكا هازيكورا
- شوا غينروكو راكوغو شينجو - زعيم الياكوزا
- شوا غينروكو راكوغو شينجو: عودة سكيروكو - زعيم الياكوزا

### أوفا أنمي
- سينت سيا: ذا لوست كانفاس - سيلف إدفارد

### أفلام أنمي
- فيلم ناروتو: الأطلال الوهمية في أعماق الأرض - كانكورو
- فيلم ناروتو شيبودن: إرادة النار - كانكورو
- إينازوما إليفن: هجوم الجيش الأقوى أوغر - ريوغو سوميوكا
- تنين الألفية - ساداميتسو أوسوي

## أدواره في ألعاب الفيديو
- فاينل فانتسي XIII - ريغدي
- تيلز أوف سيمفونيا: دون أوف ذا نيو وورلد - ريسول كاستانيي
- جوجوز بيزار أدفنتشر: أول ستار باتل - فني فالنتاين
- جوجوز بيزار أدفنتشر: آيز أوف هيفن - فني فالنتاين
- ناروتو شيبودن: ألتيميت نينجا ستورم ريفولوشن - كانكورو
- ناروتو شيبودن: ألتيميت نينجا ستورم 4 - كانكورو

## أدواره في الدبلجة اليابانية
- ذا باتمان - بروس واين/باتمان
- شباب العدالة - باتمان
- الفتى أسترو - زوغ
- جزيرة المصراع - تيدي دانييلز
- إيت براي لوف - ديفيد
- ذا لاست إيربندر - القائد جاو
- جانغو الحر - كالفن كاندي
- ذئب وول ستريت - جوردان بيلفورت
- ديدبول - ويد ويلسون/ديدبول

## وصلات خارجية
- ياسويوكي كاسي على موقع IMDb (الإنجليزية)
- ياسويوكي كاسي على موقع ميوزك برينز (الإنجليزية)
- ياسويوكي كاسي على موقع قاعدة بيانات الفيلم (الإنجليزية)
- ياسويوكي كاسي على موقع ANN person (الإنجليزية)